# 愛興阿
愛興阿（1867年—？），字濟廷，马佳氏。鑲黃旗满洲崇清佐领下附贡生，清朝政治人物、同進士出身。

## 生平
光緒十九年癸巳科，顺天乡试中一百七十一名举人，二十一年（1895年），参加光緒乙未科会试，第七十三名，殿試，登進士三甲99名。同年五月，著交吏部掣签分发各省，以知县即用，后任四川安县知县。

## 家庭
- 曾祖音扎哈；
- 祖熙春；
- 父延桂；
- 堂伯延誉，同治戊辰进士，湖南知县；
- 从堂亲昇寅，嘉庆庚申举人，吏部尚书，谥勤直；
- 昇寅子寶珣，道光辛丑进士，盛京将军；
- 寶珣承繼子紹祺，咸丰丙辰进士，理藩院尚书。[2]